# Seznam uměleckých realizací ve veřejném prostoru v Karlíně
Seznam uměleckých realizací v Karlíně v Praze 8 obsahuje tvorbu výtvarných umělců umístěnou ve veřejném prostoru v katastrálním území Karlín. Seznam je řazen podle ulic a nemusí být úplný.

## Seznam uměleckých realizací
| Název                                                                               | Fotografie                                                                                              | Lokace                                                      | Autor                                                                          | Rok       | Popis                       | Poznámka |
| ----------------------------------------------------------------------------------- | --- | ----------------------------------------------------------- | ------------------------------------------------------------------------------ | --------- | --------------------------- | --- |
| Vzpomínající                                                                        | Kategorie „Vzpomínka (Břetislav Benda)“ na Wikimedia Commons                                            | Kaizlovy sady 50°5′41,66″ s. š., 14°27′32,85″ v. d.         | Břetislav Benda (1897–1983)                                                    | 1960      | socha, bronz                | park |
| "E" is COOL (†)                                                                     | | Karolínská 50°5′40,91″ s. š., 14°26′41,24″ v. d.            | Robert Jašek                                                                   | 2004      | socha                       | CowParade Praha 2004; místo po roce 2018 zastavěno |
| Husitské práče                                                                      | Kategorie „Husitské práče (Jan Jiříkovský)“ na Wikimedia Commons                                        | Kollárova 50°5′27,97″ s. š., 14°26′54,82″ v. d.             | Jan Jiřikovský (1906–1990)                                                     | 1962      | socha; bronz, pískovec      | park u kostela svatého Cyrila a Metoděje |
| Bitva o Sokolovo                                                                    | Kategorie „Bitva u Sokolova (mosaic by Oldřich Oplt)“ na Wikimedia Commons                              | Křižíkova 50°5′23,72″ s. š., 14°26′22,23″ v. d.             | Oldřich Oplt (1919–2001) Sauro Ballardini                                      | 1974      | mozaika                     | Metro C-Florenc |
| Keramická mříž z kameninových trubek pro obchodní středisko na sídlišti Invalidovna | Kategorie „Keramická mříž (Hladíková, Mírová, Rychlíková)“ na Wikimedia Commons                         | Molákova 578/36 50°5′51,02″ s. š., 14°27′54,48″ v. d.       | Lydie Hladíková (1925–1994) Děvana Mírová (1922–2003) Marie Rychlíková (*1923) | 1963      | dekorativní stěna, keramika | Sídliště Invalidovna, obchodní středisko |
| Fontána                                                                             | Kategorie „Keramické plastiky v bazénku (Hladíková, Mírová, Rychlíková)“ na Wikimedia Commons           | Molákova 578/36 50°5′50,83″ s. š., 14°27′54,5″ v. d.        | Lydie Hladíková (1925–1994) Děvana Mírová (1922–2003) Marie Rychlíková (*1923) | 1964      | socha, keramika             | Sídliště Invalidovna, obchodní středisko |
| Prolézačky se skluzavkou "Slepičky" (1+1†)                                          | Kategorie „Prolézačky se skluzavkou v podobě dvou slepiček (Eleonora Haragsimová)“ na Wikimedia Commons | Nekvasilova 50°5′51,91″ s. š., 14°28′2,78″ v. d.            | Eleonora Haragsimová (*1932)                                                   | 1965      | herní prvek, železobeton    | Sídliště Invalidovna, druhá zanikla roku 2016 při zboření mateřské školy |
| Prolézačka se skluzavkou "Ryba"                                                     | Kategorie „Prolézačka se skluzavkou Ryba (Eleonora Haragsimová)“ na Wikimedia Commons                   | Nekvasilova 50°5′47,32″ s. š., 14°28′0,83″ v. d.            | Eleonora Haragsimová (*1932)                                                   | 1965      | herní prvek, železobeton    | Sídliště Invalidovna, volný prostor |
| Řeka                                                                                | Kategorie „Řeka (Miloš Zet)“ na Wikimedia Commons                                                       | Nekvasilova 615/30 50°5′53,03″ s. š., 14°28′4,81″ v. d.     | Miloš Zet (1920–1995)                                                          | 1970      | socha, pískovec             | Hotel Olympik |
| Smyčka                                                                              | | Pobřežní 50°5′38,9″ s. š., 14°26′22,17″ v. d.               | Rudolf Svoboda (1924–1994)                                                     | 1991      | socha; nerez, ocel          | exteriér |
| Plastika před hotelem Hilton                                                        | | Pobřežní 50°5′34,15″ s. š., 14°26′26,31″ v. d.              |                                                                                |           | plastika; ocel, sklo        | |
| Řešení bytové otázky                                                                | | Pobřežní 50°5′43,25″ s. š., 14°27′15,19″ v. d.              | Magdalena Štorkánová                                                           | 2004      | socha                       | CowParade Praha 2004; před č.p. 667/78 |
| Hroši                                                                               | Kategorie „Hroši (Zdeněk Ruffer)“ na Wikimedia Commons                                                  | Sokolovská 50°5′44,68″ s. š., 14°27′50,74″ v. d.            | Zdeněk Ruffer Zorka Krejčí                                                     | 2011      | socha, litý beton           | Futurama Business Park |
| Křesla                                                                              | Kategorie „Křesla (Zdeněk Ruffer)“ na Wikimedia Commons                                                 | Sokolovská 50°5′45,95″ s. š., 14°27′50,09″ v. d.            | Zdeněk Ruffer                                                                  | 2011      | socha, litý beton           | Futurama Business Park |
| Plavci                                                                              | Kategorie „Plavci (Zdeněk Ruffer)“ na Wikimedia Commons                                                 | Sokolovská 50°5′47,15″ s. š., 14°27′49,58″ v. d.            | Zdeněk Ruffer Zorka Krejčí                                                     | 2018      | socha, litý beton           | Futurama Business Park; část z roku 2009 |
| Plameňáci                                                                           | Kategorie „Plameňáci (Zdeněk Ruffer)“ na Wikimedia Commons                                              | Sokolovská 50°5′43,91″ s. š., 14°27′51,17″ v. d.            | Zdeněk Ruffer                                                                  |           | socha, beton                | Futurama Business Park |
| Lilith                                                                              | | Sokolovská 50°5′49,02″ s. š., 14°27′42,61″ v. d.            | David Černý (*1966)                                                            | 2022      | socha, korozivzdorná ocel   | budova Fragment |
| Vista Mars                                                                          | | Sokolovská 50°5′56,5″ s. š., 14°27′59,5″ v. d.              | Jiří Příhoda (*1966)                                                           | 2019      | mobilní objekt              | exteriér |
| Radiohodiny                                                                         | Kategorie „Vertikální plastika času (Rudolf Svoboda)“ na Wikimedia Commons                              | Sokolovská 50°5′27,42″ s. š., 14°26′20,21″ v. d.            | Rudolf Svoboda (1924–1984)                                                     | 1985      | hodiny, slitiny železa      | Metro B-Florenc, v červenci 2020 byl sloup demontován a odvezen k opravě, na podzim 2023 vrácena věrná replika ocelové konstrukce a na ní postupně instalovány repasované ukazatele času a moderní elektrozařízení pro dálkový dohled |
| Sport                                                                               | Kategorie „Sport (stained-glass window by Eva Heřmanská)“ na Wikimedia Commons                          | Sokolovská 50°5′50,45″ s. š., 14°27′51,24″ v. d.            | Eva Heřmanská (*1950)                                                          | 1990      | vitráž, sklo                | Metro B-Invalidovna |
| Pítka (2†)                                                                          | | Sokolovská 50°5′37,93″ s. š., 14°27′5,62″ v. d.             | Petr Šedivý (*1948)                                                            | 1990      | fontána, žula               | Metro B-Křižíkova, odstraněno roku 2012 po povodni |
| Světelné objekty (†)                                                                | | Sokolovská 50°5′37,29″ s. š., 14°27′5,9″ v. d.              | Václav Cigler (*1929)                                                          | 1990      | reliéfní vitráž, sklo       | Metro B-Křižíkova, jižní stěna vestibulu, překryto |
| Mozaikové kompozice (2†)                                                            | | Sokolovská 50°5′25,08″ s. š., 14°26′18,27″ v. d.            | Martin Sladký (1920–2015) Jiří Lasovský                                        | 1985      | mozaika, fontána            | bývalé Švermovy sady, odstraněno roku 2015 |
| Obětem kolektivizace zemědělství                                                    | Kategorie „Obětem kolektivizace zemědělství (Těšnov)“ na Wikimedia Commons                              | Těšnov 50°5′37,83″ s. š., 14°26′12,11″ v. d.                | Jiří Plieštik Petr Podzemský                                                   | 2004      | nerez, železo               | odhaleno 23. května; před Ministerstvem zemědělství |
| Ležící                                                                              | Kategorie „Ležící (Ludvík Kodym)“ na Wikimedia Commons                                                  | U Sluncové 71/14 50°5′55,36″ s. š., 14°28′13,58″ v. d.      | Ludvík Kodym (*1922)                                                           | 1975      | socha, pískovec             | před hotelem |
| Žardiniéry pro sídliště Invalidovna (10)                                            | Kategorie „Žardiniéry na Sídlišti Invalidovna (Hladíková, Mírová, Rychlíková) “ na Wikimedia Commons    | U Sluncové 611/19 50°5′41,53″ s. š., 14°27′57,61″ v. d.     | Lydie Hladíková (1925–1994) Děvana Mírová (1922–2003) Marie Rychlíková (*1923) | 1966      | žardiniéra, keramika        | Sídliště Invalidovna |
| Prolézačka (†)                                                                      | | U Sluncové 608/17 50°5′40,28″ s. š., 14°27′56,92″ v. d.     | Miloš Zet (1920–1995)                                                          | 1960–1969 | herní prvek, beton          | odstraněno kolem roku 2012 |
| Housenka                                                                            | | Vítkova 50°5′25,05″ s. š., 14°26′41,73″ v. d.               | Čestmír Suška (*1952)                                                          | 2014      | socha, kov                  | Karlínská kasárna |
| Rozhledna                                                                           | | Vítkova 50°5′24,47″ s. š., 14°26′38″ v. d.                  | Čestmír Suška (*1952)                                                          | 2015      | ocel                        | Karlínská kasárna |
| Jednorožec                                                                          | | Vítkova 50°5′24,79″ s. š., 14°26′38,64″ v. d.               | František Skála (*1956)                                                        | 2017      | socha                       | Karlínská kasárna |
| Prastánek                                                                           | | Vítkova 50°5′26,76″ s. š., 14°26′42,02″ v. d.               | František Skála (*1956)                                                        | 2017      |                             | Karlínská kasárna; umístěno 12. září, původně na Malostranském náměstí |
| Studující chlapec                                                                   | Kategorie „Studující chlapec (Ludvík Kodym)“ na Wikimedia Commons                                       | Za Invalidovnou 579/3 50°5′37,69″ s. š., 14°27′43,68″ v. d. | Ludvík Kodym (*1922)                                                           | 1967      | socha, umělý kámen          | základní škola |